# Jean Clareboudt
Jean Clareboudt, (Lyon, 1944 -Istanbul 7 d'abril 1997), fou un artista francès. Realitzava treballs d'instal·lació
directament vinculats a l'espai d'exposició on treballava. Per exemple, al barceloní Espai 10 el 1985 va plantejar unes estructures d'acer, d'herència minimalista i povera, que intersecaven verticalment l'espai en un equilibri aparentment precari, sostingudes per travessers de fusta fixats amb pedres.

## Obres destacades
- Gué 1 (1978), Musée d'art de Toulon a Toló
- Windberg (1981), beeldenpark Kunst-Landschaft a Neuenkirchen (Lüneburger Heide)
- Terrasse (1983), Westpark a Múnic
- Condition (1990), Parc départemental du Plateau a Champigny-sur-Marne
- Oblique haute (1991), Ivry-sur-Seine
- Iron Passages - 3 sculpturen (1992), Centre internationale d'art et du paysage de Vassivière a Beaumont-du-Lac